# 1907
1907 (MCMVII) byl rok, který dle gregoriánského kalendáře započal úterým.

## Události

### Česko
- 27. dubna – Břevnov byl povýšen na město.
- 14. květen a 23. květen – první volby do rakouské říšské rady podle všeobecného hlasovacího práva. V českých zemích byli nejúspěšnější čeští agrárníci (28 mandátů) před českými sociálními demokraty (24 mandátů) a německými agrárníky (19 mandátů)
- 28. června – 1. července se v Praze na Letné konal V. všesokolský slet
- 15. září – v Domě u Modré štiky v Praze bylo otevřeno první stálé kino v českých zemích
- 24. října začalo změnou linky K na linku 5 přeznačování pražských tramvajových linek z písmenného značení na číslování.
- Automobilka Laurin & Klement (dnešní Škoda Auto) se změnila na akciovou společnost.
- Na Řípu byla v sousedství rotundy postavena turistická chata, která dodnes slouží jako výletní restaurace.
- Byl založen sportovní klub AFK Union Žižkov.
- Byl založen fotbalový klub SFC Opava
- Na jaře bylo započato se stavbou železniční trati Nemotice–Koryčany.

### Svět
- 31. říjen – Entente cordiale rozšířena o Rusko na Trojdohodu.
- Oklahoma se připojila k USA.
- William Willett podal první návrh na letní čas.
- Nový Zéland se stal dominiem.
- 1. srpen – Začal první skautský tábor (považováno za počátek skautingu)
- Proběhla bankovní a burzovní (následně i ekonomická) krize v USA.
- Založena společnost Royal Dutch Shell
- Poprvé konaný automobilový závod z Pekingu do Paříže

## Vědy a umění
- 8. října – Posmrtná premiéra jediné opery Edvarda Griega Olaf Tryggvason v norské Christianii (Oslo)
- 20. listopadu – Fjodor Šaljapin debutoval v Metropolitní opeře v titulní roli Mefistofela v Boitově opeře.
- 24. listopadu – Představením hry Jaroslava Vrchlického Godiva zahájilo činnost Městské Vinohradské divadlo v Praze
- Objeven chemický prvek lutecium
- B. L. Rosing popsal první televizní systém.
- Objeven Klokan Matschieův

## Nobelova cena
- Nobelova cena za fyziku – Albert Abraham Michelson (USA)
- Nobelova cena za fyziologii a lékařství – Alphonse Laveran (Francie)
- Nobelova cena za chemii – Eduard Buchner (Německo)
- Nobelova cena za literaturu – Rudyard Kipling (Velká Británie)
- Nobelova cena za mír – Ernesto Teodoro Moneta (Itálie) a Louis Renault (Francie)

## Narození

### Česko
- 16. ledna – Norbert Josef Pitrof, železniční modelář († 24. května 1995)
- 17. ledna – František Junek, československý fotbalový reprezentant († 19. března 1970)
- 22. ledna – Jan Fischer, malíř a ilustrátor († 8. ledna 1960)
- 31. ledna – Otto Jírovec, parazitolog († 7. března 1972)
- 7. února – Bohuš Heran, virtuóz na violoncello a hudební pedagog († 4. května 1968)
- 11. února – Josef Šafařík, filosof, esejista a dramatik († 23. dubna 1992)
- 17. února – Vilém Sacher, generál a spisovatel († 14. srpna 1987)
- 18. února – Ludvík Klímek, malíř a podnikatel († 31. července 1959)
- 21. února – Oldřich Kovář, operní pěvec († 5. dubna 1967)
- 24. února – Oldřich Palkovský, hudební skladatel a pedagog († 13. května 1983)
- 27. února – Bohumil Říha, spisovatel († 15. prosince 1987)
- 1. března – Antonín Vodička, československý fotbalový reprezentant († 9. srpna 1975)
- 2. března
  - František Mrázek Dobiáš, evangelický teolog, překladatel a pedagog († 2. října 1972)
  - Augustin Schramm, komunistický funkcionář a agent NKVD († 27. května 1948)
- 6. března – Nina Bonhardová, spisovatelka a novinářka († 30. června 1981)
- 19. března – Jan Stallich, kameraman († 14. června 1973)
- 28. března – Bohuslav Niederle, chirurg († 12. května 2000)
- 1. dubna
  - Walter Kaufmann, americký hudební vědec, skladatel a dirigent, narozený v Čechách († 9. září 1984)
  - Vlasta Štáflová, spisovatelka († 14. února 1945)
- 2. dubna – Emilie Bednářová, spisovatelka († 26. února 1998)
- 7. dubna – Karel Sokolář, československý fotbalový reprezentant († 4. července 1970)
- 12. dubna – Hans Hofer, česko-rakouský herec a režisér († 26. dubna 1973)
- 13. dubna – Elena Hálková, herečka († 9. září 1985)
- 14. dubna – Ladislav Boháč, herec a režisér († 4. července 1978)
- 15. dubna – Aljo Beran, malíř († 22. října 1990)
- 19. dubna – Zdeňka Bezděková, spisovatelka, filoložka a překladatelka († 12. srpna 1999)
- 21. dubna – Bob Hurikán, skaut, cestovatel, tramp a písničkář († 2. června 1965)
- 22. dubna – Alfred Mahovsky, hudební skladatel († 17. dubna 1932)
- 24. dubna – Václav Trojan, hudební skladatel († 5. července 1983)
- 29. dubna
  - Rudolf Macudzinski, klavírista a hudební skladatel († 2. února 1986)
  - Antonín Žváček, skladatel a dirigent dechové hudby († 4. září 1981)
- 1. května – Eva Svobodová, herečka († 3. ledna 1992)
- 2. května – Pavel Nauman, spisovatel, novinář a historik († 24. září 1976)
- 3. května – Antonín Novák, československý fotbalový reprezentant († 8. října 1982)
- 9. května
  - František Neužil, básník, romanopisec († 22. listopadu 1995)
  - Pravoslav Řídký, důstojník generálního štábu čs. armády ve Velké Británii († 18. ledna 1943)
- 15. května
  - Antonín Martin Brousil, český divadelní a filmový teoretik († 23. června 1986)
  - Miroslav Hanuš, spisovatel († 26. září 1995)
- 16. května
  - Karel Pivoňka, fagotista († 1986)
  - Antonín Puč, československý fotbalový reprezentant († 18. dubna 1988)
- 19. května – Jan Pivec, herec († 10. května 1980)
- 20. května – Zdena Mašínová starší, manželka Josefa Mašína († 12. června 1956)
- 22. května – Helena Korejsová, spisovatelka († 8. března 1945)
- 28. května – Jan Heřmánek, československý boxer, stříbrná medaile OH 1928 († 13. května 1978)
- 1. června – Jan Patočka, filosof († 13. března 1977)
- 3. června – Jehuda Kurt Unger, český, později izraelský architekt († 13. září 1989)
- 9. června – Rudolf Zosel, československý fotbalový reprezentant († ?)
- 8. června
  - Jaroslav Kožešník, předseda Československé akademie věd a politik († 26. června 1985)
  - Stanislav Vrbík, varhaník, hudební skladatel, spisovatel, básník a pedagog († 2. září 1987)
- 9. června – Oldřich Králík, literární historik († 20. srpna 1975)
- 13. června – Alfréd Piffl, architekt († 26. června 1972)
- 21. června – Břetislav Štorm, architekt a grafik († 11. června 1960)
- 25. června – František Khynl, česko-americký zlatník a klenotník († 25. března 2003)
- 26. června – Zdeněk Vojtěch Peukert, spisovatel († 4. června 1982)
- 30. června – Alois Zátopek, geofyzik († 22. června 1985)
- 4. července – Bohumil Joska, československý fotbalový reprezentant († 25. července 1979)
- 6. července – Jaroslav Foglar, spisovatel a skautský vůdce († 23. ledna 1999)
- 7. července – Josef Myslivec, historik umění, byzantolog, překladatel, politický vězeň († 20. listopadu 1971)
- 16. července – Václav Jan Staněk, zoolog, mykolog, botanik, fotograf a filmař († 5. října 1983)
- 18. července – Josef Vacke, malíř († 8. prosince 1987)
- 6. srpna – Anna Hostomská, hudební propagátorka a spisovatelka († 28. března 1995)
- 19. srpna – Jiří Srnka, hudební skladatel († 31. ledna 1982)
- 21. srpna – Josef Böhm, geodet a kartograf († 19. srpna 1993)
- 9. září – Ladislav Emil Berka, novinář a fotograf († 14. ledna 1993)
- 15. září
  - Rudolf Janda, fotograf († 26. září 2000)
  - Václav Peřina, malíř († 2. srpna 1979)
- 22. září – Zdeněk Šavrda, herec († 7. dubna 1982)
- 23. září
  - František Filipovský, herec († 26. října 1993)
  - Jarmila Novotná, filmová herečka a operní pěvkyně († 9. února 1994)
- 28. září – Rajmund Habřina, básník, novinář, spisovatel a překladatel († 2. dubna 1960)
- 1. října – František Bílek, malíř a sochař († ? 1985)
- 3. října
  - Alžběta Frejková, herečka († 3. srpna 1990)
  - Pavel Trost, jazykovědec a literární vědec († 6. ledna 1987)
- 14. října – Antonín Svoboda, konstruktér prvních československých počítačů († 18. května 1980)
- 16. října
  - František Adámek, archeolog († 8. listopadu 1989)
  - Josef Hons, spisovatel († 26. února 2001)
- 19. října – Otokar Balcar, teolog († 11. února 1983)
- 22. října – Miloslav Baláš, český spisovatel, historik a překladatel († 31. října 1983)
- 26. října – Miroslav Novák, patriarcha Církve československé († 5. května 2000)
- 30. října – Alexandr Paul, novinářský fotograf († 1. prosince 1981)
- 1. listopadu – Marie Burešová, herečka († 14. dubna 1972)
- 3. listopadu – Václav Chytil, ekonom a politik pronásledovaný komunisty († 15. září 1980)
- 4. listopadu – Mojmír Mazálek, archeolog († 27. května 1954)
- 9. listopadu – František Maxián, klavírista a pedagog († 18. ledna 1971)
- 16. listopadu – Karel Stanislav, prozaik a dramatik († 5. prosince 1963)
- 17. listopadu – Ladislav Mikeš Pařízek, cestovatel a spisovatel († 28. března 1988)
- 18. listopadu – Gustav Nezval, herec († 17. září 1998)
- 13. prosince – Bohuslav Pernica, spisovatel a folklorista († 4. listopadu 1968)
- 17. prosince – Alexandr Hackenschmied, fotograf, kameraman a režisér († 26. července 2004)
- 22. prosince – Zoroslava Drobná, historička umění a archeoložka († 21. června 1988)
- 25. prosince – Josef Kostohryz, spisovatel a překladatel († 24. května 1987)
- 31. prosince
  - Karel Havlíček, výtvarník († 25. prosince 1988)
  - Jaroslav Pýcha, keramik († 21. ledna 1977)
- ? – Anna Pantůčková, herečka († 2002)
- ? – Marie Stachová, fotografka († 1989)

### Svět

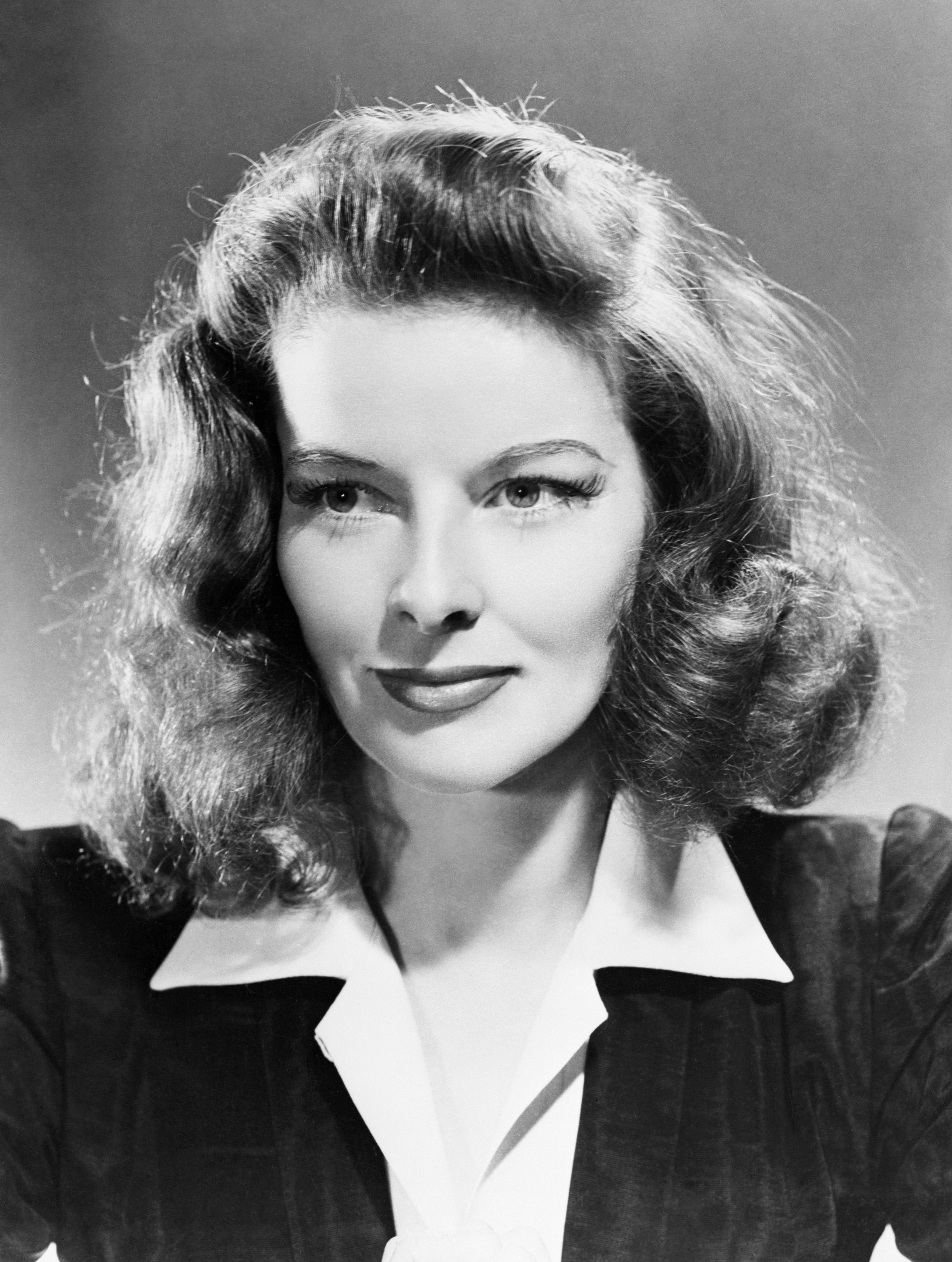
Katharine Hepburnová († 12. května)

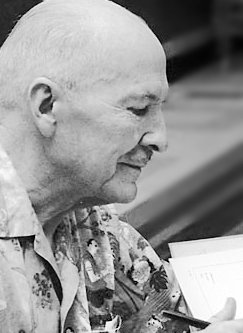
Robert A. Heinlein († 7. července)

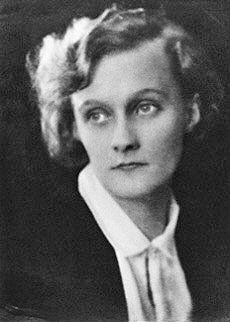
Astrid Lindgrenová († 14. listopadu)

- 3. ledna – Ray Milland, velšský herec († 10. března 1986)
- 4. ledna – Harry von Noé, rakouský pianista († 10. července 1998)
- 7. ledna – Raymond Paley, anglický matematik († 7. dubna 1933)
- 8. ledna – Jean Hyppolite, francouzský filosof († 26. října 1968)
- 11. ledna – Pierre Mendès France, premiér Francie († 18. října 1982)
- 12. ledna – Sergej Koroljov, tvůrce sovětského raketového programu († 14. ledna 1966)
- 15. ledna
  - Emil Kolozsvári Grandpierre, maďarský spisovatel († 11. května 1992)
  - Janusz Kusociński, polský olympijský vítěz v běhu na 10 000 metrů († 21. června 1940)
- 18. ledna – Dionýz Ilkovič, slovenský fyzik († 3. srpna 1980)
- 20. ledna
  - Manfred von Ardenne, německý fyzik († 26. května 1997)
  - Archip Georgijevič Abaginskij, rusko–jakutský básník († 22. září 1960)
  - Maurice Couve de Murville, premiér Francie († 24. prosince 1999)
- 22. ledna – Dixie Dean, anglický fotbalový útočník († 1. března 1980)
- 23. ledna – Hideki Jukawa, japonský fyzik, Nobelova cena za fyziku 1949 († 8. září 1981)
- 26. ledna – Hans Selye, kanadský lékař, výzkum stresu († 16. října 1982)
- 28. ledna – Gennadij Samojlovič Gor, ruský historik umění a spisovatel († 6. ledna 1981)
- 30. ledna – Jozef Horák, slovenský spisovatel († 11. června 1974)
- 1. února
  - Günter Eich, německý spisovatel († 20. prosince 1972)
  - Iľja Jozef Marko, slovenský novinář a básník († 17. září 1980)
- 2. února
  - Marie Kirillovna Romanovová, ruská velkokněžna († 25. října 1951)
  - Truong Chinh, vietnamský prezident († 30. září 1988)
- 3. února – Walt Morey, americký spisovatel knih pro mládež († 12. ledna 1992)
- 11. února – Blagoje Nešković, první poválečný premiér Srbska († 11. listopadu 1984)
- 12. února – Clifton C. Edom, americký fotožurnalista († 30. ledna 1991)
- 16. února – Dobroslav Chrobák, slovenský spisovatel († 16. května 1951)
- 17. února – Janusz Maria Brzeski, polský umělec, fotograf, grafik, ilustrátor († 1. října 1957)
- 20. února – Sergej Matvejevič Štemenko, náčelník generálního štábu Sovětské armády († 23. dubna 1976)
- 21. února – Wystan Hugh Auden, anglo-americký básník († 29. září 1973)
- 24. února – Eugen Rosenberg, slovenský architekt († listopad 1990)
- 26. února – John Bowlby, anglický psychoanalytik († 2. září 1990)
- 8. března
  - Plácido Domingo Ferrer, španělský operetní zpěvák-baryton († 22. listopadu 1987)
  - Konstantínos Karamanlís, president Řecka († 23. dubna 1998)
- 9. března – Mircea Eliade, rumunský religionista, historik a politik († 22. dubna 1986)
- 10. března – Toni Frissellová, americká fotografka († 17. dubna 1988)
- 11. března
  - Cornelius Castoriadis, řecko-francouzský levicový intelektuál († 26. prosince 1997)
  - Helmuth James von Moltke, německý právník a odpůrce nacistického režimu († 23. ledna 1945)
- 15. března – Zarah Leander, švédská herečka a zpěvačka († 23. června 1981)
- 17. března
  - Takeo Miki, premiér Japonska († 4. listopadu 1988)
  - Jean Van Houtte, premiér Belgie († 23. května 1991)
- 18. března – Jakov Džugašvili, syn Stalinovy první manželky Jekatěriny Svanidze († 14. dubna 1943)
- 21. března – Bernard Sychta, kašubský jazykovědec a etnograf († 25. listopadu 1982)
- 23. března
  - Hassler Whitney, americký matematik († 10. května 1989)
  - Daniel Bovet, italský farmakolog, Nobelova cena 1957 († 8. dubna 1992)
- 24. března – Arso Jovanović, černohorský partyzán a politik († 12. srpna 1948)
- 1. dubna – Gejza Dusík, slovenský hudební skladatel († 6. května 1988)
- 3. dubna – Lola Alvarez Bravo, mexická fotografka († 31. července 1993)
- 14. dubna – François Duvalier, prezident Haiti († 21. dubna 1971)
- 15. dubna – Nikolaas Tinbergen, nizozemský biolog, Nobelova cena za fyziologii a medicínu 1973 († 21. prosince 1988)
- 16. dubna – Joseph-Armand Bombardier, kanadský vynálezce a zakladatel firmy Bombardier († 18. února 1964)
- 18. dubna – Lars Ahlfors, finský matematik († 11. října 1996)
- 21. dubna – Wade Mainer, americký bluegrassový banjista († 12. září 2011)
- 22. dubna – Ivan Antonovič Jefremov, sovětský paleontolog a spisovatel († 5. října 1972)
- 23. dubna – Lee Millerová, americká fotografka († 21. června 1977)
- 25. dubna – Herbert Matter, americký fotograf a grafický designér († 8. května 1984)
- 26. dubna – Theun de Vries, nizozemský spisovatel a básník († 21. ledna 2005)
- 29. dubna
  - Fred Zinnemann, rakousko-americký filmový režisér († 14. března 1997)
  - Tino Rossi, francouzský zpěvák a herec († 26. září 1983)
- 1. května – Volmari Iso-Hollo, finský olympijský vítěz na 3000 metrů překážek († 23. června 1969)
- 9. května
  - Tibor Honty, slovenskýfotograf († 1. prosince 1968)
  - Baldur von Schirach, vůdce Hitlerovy mládeže († 8. srpna 1974)
- 10. května – Alfons Bourbonský, následník španělského trůnu v letech 1907–1931 († 6. září 1938)
- 12. května – Katharine Hepburnová, americká herečka († 29. června 2003)
- 13. května – Daphne du Maurier, anglická spisovatelka († 19. dubna 1989)
- 14. května – Vicente Enrique y Tarancón, arcibiskup Toleda a Madridu, kardinál († 28. listopadu 1994)
- 16. května
  - Hans-Ulrich Geschke, šéf gestapa v Praze († ?)
  - Otto Ohlendorf, německý právník, válečný zločinec († 7. června 1951)
  - Bob Tisdall, irský olympijský vítěz v běhu na 400 metrů překážek († 27. července 2004)
- 17. května – Ilona Eleková, maďarská olympijská vítězka v šermu († 24. července 1988)
- 18. května – Roger Gilbert-Lecomte, francouzský básník († 31. prosince 1943)
- 20. května – Carl Mydans, americký fotograf († 16. srpna 2004)
- 22. května
  - Hergé, belgický kreslíř († 3. března 1983)
  - Jean-Marie Maury, vatikánský diplomat a 106. arcibiskup remešský († 5. ledna 1994)
  - Laurence Olivier, britský režisér, herec a dramatik († 11. července 1989)
  - Ploutis Servas, kyperský komunistický politik a spisovatel († 14. února 2001)
- 24. května – Gwyn Jones, velšský spisovatel a překladatel († 6. prosince 1999)
- 26. května – John Wayne, americký filmový herec († 11. června 1979)
- 27. května – Rachel Carsonová, americká zooložka († 14. dubna 1964)
- 31. května – Åke Holmberg, švédský spisovatel a překladatel († 9. září 1991)
- 1. června – Frank Whittle, anglický vynálezce proudového motoru († 9. srpna 1996)
- 6. června – Odoardo Focherini, italský novinář, blahoslavený katolickou církví († 27. prosince 1944)
- 22. června – Andrej Sergejevič Někrasov, sovětský spisovatel († 15. února 1987)
- 7. června – Mascha Kaléko, německy píšící básnířka († 21. ledna 1975)
- 11. června – Hilary Paweł Januszewski, polský kněz a mučedník († 25. března 1945)
- 18. června
  - H. L. A. Hart, britský právní filosof († 18. prosince 1992)
  - Varlam Tichonovič Šalamov, ruský spisovatel († 17. ledna 1982)
- 30. června – Dmitrij Konstantinovič Faddějev, ruský matematik († 20. října 1989)
- 4. července – John Anderson, americký olympijský vítěz v hodu diskem († 11. července 1948)
- 5. července – Jang Šang-kchun, prezident Čínské lidové republiky († 14. září 1998)
- 6. července – Frida Kahlo, mexická malířka († 13. července 1954)
- 7. července – Robert A. Heinlein, spisovatel science fiction († 8. května 1988)
- 8. července – Oleh Olžyč, ukrajinský básník († 10. června 1944)
- 19. června – Georges de Mestral, vynálezce suchého zipu († 8. února 1990)
- 22. června – Ernest Paulin, americký jazzový trumpetista († 20. listopadu 2007)
- 23. června – James Meade, britský ekonom, Nobelova cena 1977 († 22. prosince 1995)
- 25. června – J. Hans D. Jensen, německý jaderný fyzik, Nobelova cena za fyziku 1963 († 11. února 1973)
- 26. června – Friedrich Asinger, německý chemik († 7. března 1999)
- 14. července – René Char, francouzský básník a odbojář († 19. února 1988)
- 16. července – Barbara Stanwyck, americká herečka († 20. ledna 1990)
- 19. července – Paul Magloire, vojenský diktátor na Haiti († 12. července 2001)
- 21. července – Olena Teliha, ukrajinská básnířka († 21. února 1942)
- 23. července – Li Kche-žan, čínský malíř († 5. prosince 1989)
- 27. července – Jack van Bebber, americký zápasník, zlato na OH 1932 († 13. dubna 1986)
- 30. července
  - Roman Josypovyč Šuchevyč, vůdčí osobnost Organizace ukrajinských nacionalistů († 5. dubna 1950)
  - Roman Ruděnko, generální prokurátor SSSR († 23. ledna 1981)
- 3. srpna – Ernesto Geisel, prezident Brazílie († 12. září 1996)
- 8. srpna – Benny Carter, americký jazzový saxofonista a trumpetista († 12. července 2003)
- 15. srpna – Willy Maywald, německý fotograf († 21. května 1985)
- 19. srpna
  - Radovan Zogović, černohorský básník a politik († 5. ledna 1986)
  - Vladimir Velebit, jugoslávský komunistický politik († 29. srpna 2004)
- 9. září – Horst Wessel, autor textu nacistické písně Horst-Wessel-Lied († 23. února 1930)
- 10. září – Vladimir Ivanovič Němcov, sovětský radiotechnik a spisovatel († 3. ledna 1994)
- 14. září – Solomon Asch, americký sociální psycholog († 20. února 1996)
- 17. září – Warren E. Burger, americký politik a předseda Nejvyššího soudu USA († 25. června 1995)
- 18. září – Edwin McMillan, americký fyzik, Nobelova cena za chemii 1951 († 7. září 1991)
- 22. září – Maurice Blanchot, francouzský spisovatel († 20. února 2003)
- 23. září
  - Albert Ammons, americký jazzový pianista († 2. prosince 1949)
  - Anne Desclos, francouzská novinářka a spisovatelka († 27. dubna 1998)
  - Herbert Kappler, německý válečný zločinec († 9. února 1978)
- 27. září – Maria Treben, rakouská spisovatelka a bylinkářka († 26. července 1991)
- 29. září
  - Gene Autry, americký zpěvák, bavič a podnikatel († 2. října 1998)
  - Hans Sutermeister, švýcarský, německy píšící spisovatel († 5. května 1977)
- 2. října
  - Ivan Bahrjanyj, ukrajinský spisovatel († 25. srpna 1963)
  - Sergej Kruglov, sovětský ministra vnitra († 6. července 1977)
  - Alexander Robertus Todd, skotský biochemik, Nobelova cena za chemii 1957 († 10. ledna 1997)
- 7. října – Helen Clark MacInnesová, skotsko-americká autorka špionážních novel († 30. září 1985)
- 9. října – Jacques Tati, francouzský režisér, scenárista a herec († 5. listopadu 1982)
- 12. října – Wolfgang Fortner, německý hudební skladatel a pedagog († 5. září 1987)
- 14. října – Bohumil Vančo, slovenský psycholog, umělec, vynálezce († 25. října 1990)
- 15. října – John Francis Dearden, arcibiskup Detroitu a kardinál († 1. srpna 1988)
- 16. října – Roger Vailland, francouzský spisovatel († 12. května 1965)
- 22. října
  - Emilie Schindlerová, manželka Oskara Schindlera, zachránce Židú († 5. října 2001)
  - Jón Trepczik, kašubský básník, učitel a překladatel († 3. září 1989)
- 27. října – Helmut Walcha, německý varhaník a cembalista († 11. srpna 1991)
- 28. října – Thomas Hampson, britský olympijský vítěz v běhu na 800 metrů z roku 1932 († 4. září 1965)
- 1. listopadu – Elimelech Rimalt, ministr komunikací Izraele († 5. listopadu 1987)
- 9. listopadu
  - Ludvík Ferdinand Pruský, příslušník Hohenzollenrské dynastie († 1994)
  - Erich Wustmann, německý cestovatel, spisovatel a etnograf († 24. října 1994)
- 13. listopadu – Jana Savojská, bulharská carevna, manželka Borise III. († 26. února 2000)
- 14. listopadu – Astrid Lindgrenová, švédská autorka knih pro děti († 28. ledna 2002)
- 15. listopadu – Claus Schenk von Stauffenberg, strůjce neúspěšného atentátu na Hitlera († 21. července 1944)
- 16. listopadu – Burgess Meredith, americký filmový a divadelní herec a režisér († 9. září 1997)
- 18. listopadu
  - Andrej Plávka, slovenský spisovatel († 11. července 1982)
  - Compay Segundo, kubánský skladatel, kytarista a zpěvák († 14. července 2003)
- 19. listopadu
  - Luigi Beccali, italský olympijský vítěz v běhu na 1500 metrů z roku 1932 († 29. srpna 1990)
  - Jack Schaefer, americký novinář a spisovatel († 24. ledna 1991)
- 24. listopadu – Ján Želibský, slovenský malíř a pedagog († 13. listopadu 1997)
- 27. listopadu – Lyon Sprague de Camp, americký spisovatel († 6. listopadu 2000)
- 28. listopadu – Alberto Moravia, italský spisovatel († 26. září 1990)
- 4. prosince – Edvard Ravnikar, slovinský architekt († 23. srpna 1993)
- 5. prosince
  - Alina Centkiewiczowa, polská spisovatelka a cestovatelka († 11. března 1993)
  - Lin Piao, čínský komunistický vojevůdce († 13. září 1971)
- 7. prosince – Imre Ámos, maďarský malíř († 1944)
- 12. prosince – Roy Douglas, anglický hudební skladatel († 23. března 2015)
- 15. prosince – Oscar Niemeyer, brazilský architekt († 5. prosince 2012)
- 20. prosince – Cousin Joe, americký bluesman († 2. října 1989)
- 23. prosince – Avraham Stern, židovský básník a zakladatel radikální skupiny Lechi († 12. února 1942)
- 26. prosince – Gabriele Allegra, italský biblista, blahoslavený († 26. ledna 1976)
- 28. prosince – Erich Mielke, ministr pro státní bezpečnost (Stasi) NDR († 21. května 2000)

## Úmrtí

### Česko
- 3. ledna – Josef Förster ml., český skladatel a hudební pedagog (* 22. února 1833)
- 7. ledna – Marie Petzoldová-Sittová, operní pěvkyně (* 30. ledna 1852)
- 25. ledna – Václav Radimský, poslanec Českého zemského sněmu, starosta Kolína (* 16. února 1839)
- 30. ledna – Alfred Slavík, geolog, mineralog, rektor ČVUT (* 20. dubna 1847)
- 7. února – Martin Josef Říha, římskokatolický teolog (* 11. listopadu 1839)
- 18. února – Jiří Pacold, rektor Českého vysokého učení technického (* 24. dubna 1834)
- 20. února – Antonín Sucharda, matematik, rektor brněnské techniky (* 3. října 1854)
- 17. března – Karel Knittl, skladatel a dirigent (* 4. října 1853)
- 5. dubna – Jan Pištěk, český herec a operní pěvec (* 17. dubna 1847)
- 8. dubna – Hana Kvapilová, česká herečka (* 29. listopadu 1860)
- 9. dubna – Josef Šimon, kněz a čestný kanovník Katedrální kapituly u sv. Štěpána v Litoměřicích (* 17. prosince 1830)
- 20. dubna – Emanuel Dyk, český politik (* 17. října 1852)
- 5. května – Eduard Grégr, český přírodovědec, antropolog, novinář a politik (* 4. března 1827)
- 6. května – Jan Karel Hraše, český pedagog, regionální historik a dramatik (* 2. dubna 1840)
- 14. května – Alois Škampa, básník a spisovatel (* 30. května 1861)
- 25. května – Jan Gebauer, český jazykovědec (* 8. října 1838)
- 29. května – Bohuslav Rieger, právník a profesor rakouských říšských dějin (* 5. října 1857)
- 31. května – Jan Dobruský, český šachový skladatel (* 28. srpna 1853)
- 3. června – Johann Schicht, sudetoněmecký podnikatel (* 8. března 1855)
- 9. června – František Zákrejs, český spisovatel (* 7. května 1839)
- 17. června – Adolf Kubeš, historik a filolog (* 31. ledna 1845)
- 26. června – Otto Faster, český vydavatel, překladatel, skladatel a spisovatel (* 6. února 1872)
- 3. července – Miroslav Krajník, český právník, básník a překladatel (* 1. ledna 1850)
- 8. července – Antonín Klug, teolog a děkan teologické fakulty v Olomouci (* 24. dubna 1835)
- 27. července – František Borgia Krásl, metropolitní probošt, zemský prelát, historik a spisovatel (* 24. prosince 1844)
- 16. srpna – Cyril Mandel, moravský malíř (* 23. října 1873)
- 5. září – Josef Merhaut, spisovatel (* 13. října 1863)
- 10. září – Antonín Mezník, český politik (* 28. dubna 1831)
- 13. září – Josefa Náprstková, manželka a pomocnice Vojtěcha Náprstka (* 8. října 1838)
- 25. září – Josef Masaryk-Masarik, otec Tomáše Garrigue Masaryka (* 25. února 1823)
- 8. října – Alfréd z Lichtenštejna, česko-rakouský šlechtic (* 11. července 1842)
- 26. října – Emanuel Engel, český lékař a politik (* 20. října 1844)
- 12. listopadu
  - Rudolf Inemann, český herec a režisér (* 31. května 1861)
  - Arnošt Praus, český varhaník a hudební skladatel (* 3. března 1873)
- 20. listopadu – Josef Wünsch, pedagog a cestovatel (* 29. června 1842)
- 9. prosince – Max Horb, český malíř (* 9. července 1882)
- 21. prosince – Friedrich Schönborn, český šlechtic a předlitavský politik (* 11. září 1841)

### Svět

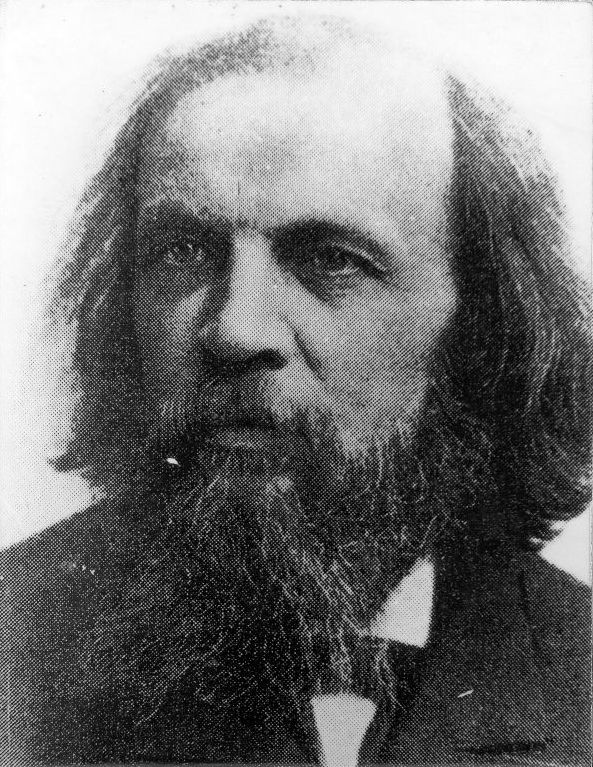
Dmitrij Mendělejev († 20. ledna)

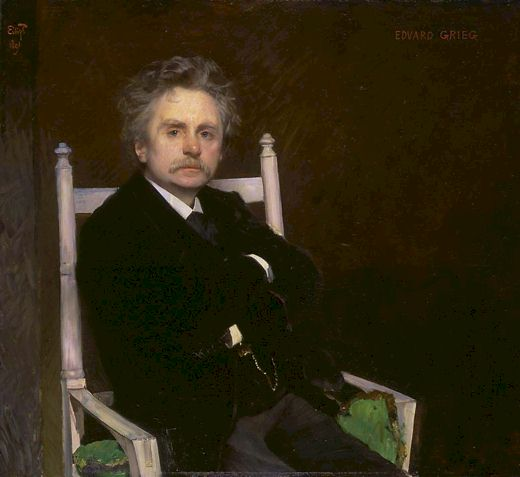
Edvard Grieg († 4. září)

- 10. ledna – Leon Van Loo, belgický fotograf (* 12. srpna 1841)
- 13. ledna – Jakob Hurt, estonský lingvista, teolog a folklorista (* 22. července 1839)
- 14. ledna – Wilhelm von Hartel, předlitavský klasický filolog a politik (* 28. května 1839)
- 19. ledna – Jan Wjela, lužickosrbský spisovatel (* 8. ledna 1822)
- 25. ledna – René Pottier francouzský cyklista (* 1879)
- 29. ledna
  - Felice Beato, britský fotograf (* 1833)
  - Mizzi Kaspar, jedna z milenek rakouského korunního prince Rudolfa (* 28. září 1864)
- 2. února – Dmitrij Ivanovič Mendělejev, ruský chemik (* 8. února 1834)
- 11. února
  - Léon Serpollet, francouzský podnikatel a konstruktér (* 25. listopadu 1858)
  - William Howard Russell, irský novinářský fotograf (* 28. března 1820)
- 12. února – Muriel Robbová, anglická tenistka (* 13. května 1878)
- 17. února – Henry Steel Olcott, právník, novinář, jeden ze zakladatelů Teosofické společnosti (* 2. srpna 1832)
- 16. února – Giosuè Carducci, italský básník, nositel Nobelovy ceny za literaturu (* 27. července 1835)
- 20. února – Henri Moissan, francouzský chemik, nositel Nobelovy ceny za chemii (* 28. září 1852)
- 3. března – Auguste Maure, francouzský fotograf (* 4. prosince 1840)
- 11. března – Jean Casimir-Perier, prezident Francouzské republiky (* 8. listopadu 1847)
- 12. března – Hermann von Loebl, předlitavský státní úředník a politik (* 29. prosince 1835)
- 14. března – Julius Naue, německý malíř, kreslíř, rytec (* 17. července 1833)
- 18. března
  - Marcellin Berthelot, francouzský chemik a politik (* 25. října 1827)
  - Aimé Laussedat, francouzský důstojník, kartograf a fotograf (* 15. dubna 1819)
- 21. března – Christian Neuhaus, dánský fotograf (* 13. března 1833)
- 12. dubna – Otto Leixner von Grünberg, německý spisovatel (* 24. dubna 1847)
- 30. dubna – Charles Howard Hinton, britský matematik a spisovatel (* ? 1853)
- 17. května – Albert Clément, francouzský automobilový závodník (* 7. července 1883)
- 26. května
  - Ida Saxton McKinleyová, manželka 25. prezidenta USA Williama McKinleye (* 8. června 1847)
  - Emil Steinbach, předlitavský státní úředník a politik (* 11. června 1846)
- 30. května – Ottomar Anschütz, německý fotograf a vynálezce (* 16. května 1846)
- 14. června – Adolf Daens, vlámský kněz, politik a sociální aktivista (* 18. prosince 1839)
- 18. června – Alexander Stewart Herschel, britský astronom (* 5. února 1836)
- 21. června – Lena Riceová, irská tenistka (* 21. června 1866)
- 17. července – John Fiot Lee Pearse Maclear, britský admirál (* 27. června 1838)
- 9. srpna – Émile Reutlinger, francouzský fotograf (* 27. srpna 1825)
- 15. srpna – Joseph Joachim, maďarský houslista, dirigent a hudební skladatel (* 28. června 1831)
- 4. září – Edvard Grieg, norský skladatel (* 15. června 1843)
- 6. září – Sully Prudhomme, francouzský básník a esejista (* 16. března 1839)
- 12. září – Ilja Čavčavadze, gruzínský spisovatel a politik (* 8. prosince 1837)
- 17. září – Ignaz Brüll, rakouský hudební skladatel a klavírní virtuos (* 7. listopadu 1846)
- 28. září – Fridrich I. Bádenský, bádenský velkovévoda (* 9. září 1826)
- 15. října – Andreas Steinhuber, německý jezuita, spisovatel a kardinál (* 11. listopadu 1824)
- 26. října – Charles van Lerberghe, belgický spisovatel (* 21. října 1861)
- 1. listopadu – Alfred Jarry, francouzský spisovatel (* 8. září 1873)
- 16. listopadu – Robert I. Parmský, vévoda v Parmě, Piacenze a Guastalle (* 9. července 1848)
- 20. listopadu – Paula Modersohn-Beckerová, německá malířka (* 8. února 1876)
- 22. listopadu – Asaph Hall, americký astronom (* 15. října 1829)
- 28. listopadu – Stanisław Wyspiański, polský malíř, grafik a dramatik (* 15. ledna 1869)
- 5. prosince – Jekatěrina Svanidzeová, první manželka Josifa Stalina (* 2. dubna 1885)
- 8. prosince – Oskar II., švédský a norský král (* 21. ledna 1829)
- 15. prosince – Karola Vasa-Holstein-Gottorpská, saská královna (* 5. srpna 1833)
- 17. prosince – William Thomson, skotský vynálezce (* 26. června 1824)
- 23. prosince – Pierre Janssen, francouzský fyzik a astronom (* 22. února 1824)
- 27. prosince – Julian Dunajewski, předlitavský ekonom a politik (* 4. července 1822)
- ? – Karl Krall von Krallenberg, předlitavský státní úředník a politik (* 1829)

## Hlavy států
- České království – František Josef I.
- Papež – sv. Pius X.
- Království Velké Británie – Eduard VII.
- Francouzská republika – Armand Fallières
- Uherské království – František Josef I.
- Rakouské císařství – František Josef I.
- Rusko – car Mikuláš II.
- Japonsko – Meidži
- Čínské císařství – Kuang-Sü, fakticky: Cch'-si